# Nine Stanes

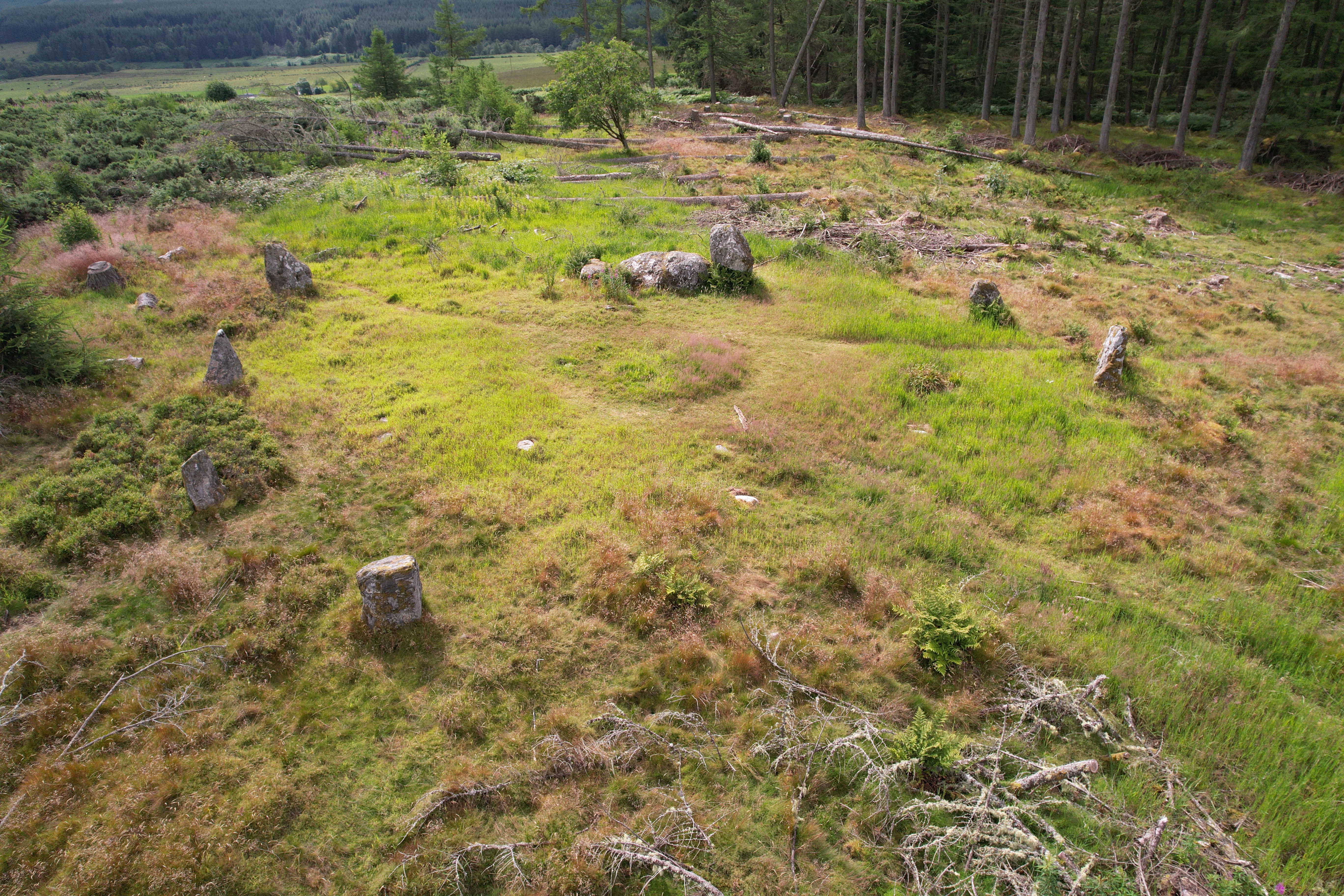
Nine Stanes Luftbild

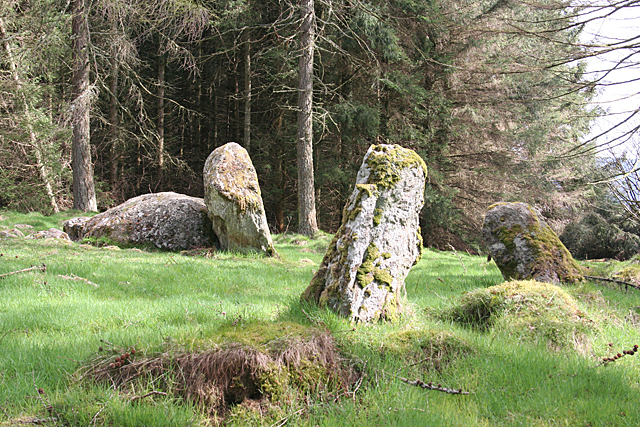
Nine Stanes

Nine Stanes (auch „Garrol wood“ oder „Mulloch wood“ genannt) gehört zur Kategorie der in Großbritannien „Recumbent Stone Circle“ (RSC) genannten Steinkreise. Merkmal der RSC ist ein "liegender Stein" begleitet von zwei stehenden, hohen, oft spitz zulaufenden „Flankensteinen“, die sich innerhalb des Kreises oder nahe dem Kreis befinden. Nine Stanes liegt in Kincardineshire in Schottland; etwa 6,5 km südöstlich von Banchory nahe der Landstraße von Strachan nach Blairydryne in einer Waldlichtung. 
Nicht zu verwechseln mit Ninestane Rig auch in Schottland, Nine Stones (Belstone) und Nine Stones (Winterbourne Abbas) in England bzw. Nine Stones (Altarnun) in Cornwall.
Das Oval der „Neun Steine“ bestand ursprünglich aus acht mittelgroßen Menhiren, plus des Ensembles des so genannten „ruhenden Steins“ mit seinen Flankensteinen. Diese Dreiergruppe liegt bei Kreisen dieser Art üblicherweise wie ein Altar im Südwesten auf dem Kreisbogen. 

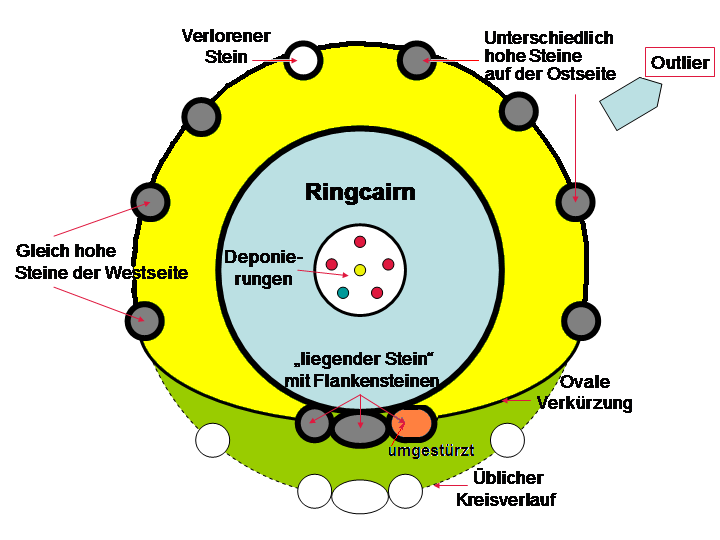
Der Steinkreis Nine Stanes oder Garrol Wood

## Beschreibung

### Das Oval
Das Oval von Nine Stanes ist in West-Ost-Richtung 17,5 m lang und in Nord-Süd-Richtung 14,5 m breit. Das entspricht einem Umfang von etwa 50 m. Die Steine haben Abstände von 3,5 bzw. 5,5 m. Die weiten Zwischenräume sind angefüllt mit auf dem Oval angeordneten Steinfragmenten. Die etwa 40 cm in den Boden eingelassenen Steine sind auf der östlichen – anders als auf der westlichen – Seite höhenmäßig abgestuft. Der „ruhende Stein“ liegt dem Zentrum am nächsten, ist aus Diorit und wiegt über 16 Tonnen. Die anderen Steine sind aus rotem Granit. Im Westbogen fehlt heute ein Stein, ein weiterer wurde zu einem Stumpf reduziert. Ein 25 m außerhalb des Ovales im Nordosten liegender Stein ist vielleicht ein so genannter Outlier. Es gab eventuell noch einen weiteren, jetzt aber versetzten Stein, der im Südosten gelegen zu haben scheint. Steine in dieser Position wurden vielleicht als Peilsteine benutzt.

### Der Ringcairn
Später wurde ein nur 0,3 m hoher etwas unrunder ringförmiger Cairn aus Bruchstein in dem Steinoval aufgeführt. Der Durchmesser an seiner stark gestörten, von Felsblöcken gebildeten Kante beträgt etwa zwölf Meter. An der Südseite tangiert er den ruhenden Stein. In der etwa vier Meter weiten, bis zum Boden reichenden zentralen Ausnehmung des Cairns fand man sechs Deponierungen. Eine stumpf trichterförmige Grube. Der obere Durchmesser lag bei 60–70 cm und bei 10 cm an der 25 cm tiefer gelegenen Basis. Sie war randvoll mit Holzkohle und Leichenbrand. Vier weitere mit Leichenbrand und eines mit Holzkohle, vermischt mit Keramik, fanden sich rund um die trichterförmige Grube. Hierbei wurden Differenzen des Rituals beobachtet. Das nordwestliche Knochenlager lag auf einer kleinen dicken Granitplatte, wohingegen die Knochen der Gegenseite ohne Steinauflage oder Steinschutz in Hohlräumen niedergelegt waren. Die (gelbe) Freifläche zwischen dem Cairn und dem Oval war in sechs Partien unterteilt, die vielleicht für weitere Bestattungen vorgesehen waren, wofür sich aber kein Beweis fand.

## Deutung
Als Frederick Rhenius Coles (1854–1929) im Jahre 1904 an den Nine Stanes grub, brauchten seine Helfer zwölf Tage, um das Unterholz über den Steinen aufzuräumen. Er ging sorgfältiger vor als die meisten Archäologen dieser Zeit und erstellte einen Plan der sichtbar gewordenen Merkmale. Bevor er die Grabung anfing, teilte er den Kreis in Grabungsabschnitte. Dabei benutzt er ein Nivelliergerät der Landvermesser. Er siebte die zuvor getrocknete Erde aus dem zentralen Bereich des Cairns. Aber er war trotzdem nicht in der Lage, Fragen nach der Zeit, die zwischen der Errichtung des Ovales und des Ringcairns lagen, zu beantworten. Beim Vergleich von Nine Stanes mit ähnlichen Stellen, die in jüngster Zeit ausgegraben wurden, ergaben sich Anhaltspunkte, um diese Wissenslücke zu füllen.

## Die Steinkreise am River Dee
Die Steinkreise von Deeside bilden eine Gruppe von Recumbent Stone Circle (RSC). Ungefähr 100 von ihnen wurden zwischen 2500 und 1500 v. Chr. in Aberdeenshire errichtet. Die Ensembles der "ruhenden Steine" liegen in der Regel im Südosten und (normalerweise) auf dem Ringverlauf. Nine Stanes scheint später als diese Kreise errichtet worden zu sein, weil es ein flaches Oval bildet, dessen Steine in der Höhe nicht gestuft wurden.